# Собор Архангела Михаила (Ломоносов)
Собо́р Архангела Михаи́ла — православный храм в городе Ломоносове (Петродворцовый район Санкт-Петербурга), построенный к 300-летию дома Романовых. Относится к Санкт-Петербургской епархии Русской православной церкви, входит в состав Петродворцового благочиния.

## История

### Деревянный храм
В 1865 году по инициативе протоиерея Г. М. Любимова была заложена деревянная церковь на каменном фундаменте с деревянной колокольней. Храм строился по проекту архитектора Георгия Прейса на пожертвования частных лиц. Церковь строилась в память о владельце Ораниенбаума великом князе Михаиле Павловиче.
Освящение храма состоялось 17 (29) декабря 1866 года. В церкви было три престола: главный — во имя Архистратига Михаила, и боковые — святителя Николая Чудотворца, освящённый 18 (30) июня 1867 года, и Казанской иконы Божией Матери, освящённый 24 декабря 1866 (5 января 1867) года.
Первоначально церковь была приписана к приходу дворцовой Пантелеймоновской церкви, но 30 марта (12 апреля) 1895 года
Архангельский храм был передан в епархиальное ведомство с учреждением при нём отдельного прихода. 20 января (7 февраля) 1902 года храм был возведён в ранг соборного.
В 1905 году к храму было решено пристроить каменную трехъярусную колокольню, строительство которой, по проекту архитектора Николая Фролова, было закончено в 1907 году. Однако колокольня сильно диссонировала с деревянным храмом, в связи с чем было принято решение возводить новый каменный собор. Деревянная церковь была разобрана в 1912 году.

### Возведение каменного храма
19 октября (1 ноября) 1909 года церковно-приходское попечительство направило просьбу разрешить сбор пожертвований на каменный храм. Проект храма, составленный архитектором Петергофского дворцового управления А. К. Миняевым, был одобрен 7 (20) мая 1911 года Академией художеств. Боковые приделы решено было оставить с тем же посвящением, что и в прежнем деревянном храме.
Закладка храма состоялась 21 августа (3 сентября) 1911 года. Строительство было приурочено к 300-летию дома Романовых. 30 января (12 февраля) 1914 года собор был освящён митрополитом Санкт-Петербургским и Ладожским Владимиром (Богоявленским). Правый придел святителя Николая Чудотворца был освящён 5 (18) февраля 1914 года, а левый придел во имя Казанской иконы Божией Матери был освящён 7 (20) февраля 1914 года.
|                             |  |                             |  |                            |
| Деревянный храм, 1890-е гг. |  | Деревянный храм, 1900-е гг. |  | Кирпичный храм, 1910-е гг. |

С 1908 года и вплоть до своего ареста 28 сентября 1930 года настоятелем собора являлся протоиерей (будущий священномученик) Иоанн Разумихин, расстрелянный в апреле 1931 года. В 1932 году храм был закрыт, судьба его внутреннего убранства неизвестна. В здании находился склад.

### Возвращение храма
В 1988 году община верующих, в которую входили жители Ораниенбаума, Кронштадта и Петергофа, добились того, что собор вновь был передан передан Русской православной церкви. Председателем этого церковного совета был петергофский художник Сергей Спицын. В октябре этого же года в соборе был отслужен первый молебен по случаю начала восстановительных работ.

 Мы первыми открыли храм по нашей Петергофской линии. Бились два года, это 1988 год, вон когда, но мы всё-таки сумели это сделать. …Наконец Исполком, скрепя, как говорится, сердце, дал согласие. А потом нам оттуда звонок: «Всё, Смольный запрещает, не разрешает». А мы и благословение взяли у нынешнего Патриарха Кирилла, а тогда он был ректором Академии. Он тоже ходатайство нам дал…в это время в Москве идёт девятнадцатая партконференция, и в их решениях сказано, что партийные органы не должны вмешиваться в решения гражданского начальства.. мы послали туда телеграмму, в Москву, на это совещание, текст такой: «Вот ваше было решение, чтобы партийные органы не заменяли собой гражданскую власть, а у нас такая ситуация — гражданская власть нам разрешила открыть храм, а Смольный не даёт» … Нам разрешили. Так что мы открыли первый храм на южном берегу Финского залива, во имя Архангела Михаила. Он построен по благословению Иоанна Кронштадтского. Стоял поломанный, купола пробиты, накренённые, по стенам вода течёт, но храм — великолепный.

После окончания реставрационных работ повторное освящение состоялось 2 февраля 1992 года. В 1994 году были дополнительно освящены боковые приделы собора.

## Архитектура, убранство
Собор построен в неорусском стиле. Каменное кубическое здание храма увенчано большим куполом, его стены прорезаны узкими окнами и завершены мелкими кокошниками. Архитектура собора рассчитана прежде всего на восприятие его с воды: здание служит доминантой в панораме южного берега Финского залива.
Высота собора составляет 36,5 метров, длина — около 37 метров.
В храме два боковых придела: святителя Николая Чудотворца и Казанской иконы Божией Матери.
Иконостас, который находился в соборе до закрытия, был исполнен резчиком Полушкиным. Образа написаны художником А. Г. Яковлевым.

## Настоятели
| Настоятели                                   | Настоятели                                         |
| Даты                                         | Настоятель                                         |
| -------------------------------------------- | -------------------------------------------------- |
| 5 (17) сентября 1895 — 12 (24) сентября 1898 | протоиерей Димитрий Гаврилович Любимов (1857—1935) |
| 22 сентября (4 октября) 1898 — 1908          | протоиерей Димитрий Михайлович Люцернов            |
| 10 (23) января 1908 — 28 сентября 1930       | протоиерей Иоанн Георгиевич Разумихин (1866—1931)  |
| 1930—1932                                    | …                                                  |
| 1932—1988                                    | период закрытия                                    |
| 23 сентября 1988—1990                        | священник Николай Викторович Агафонов (1955—2019)  |
| 1990 — 31 декабря 1990                       | священник Сергий Александрович Ромадов (род. 1962) |
| 31 декабря 1990—1996                         | священник Олег Алексеевич Емельяненко (род. 1964)  |
| 1996 — 7 мая 2008                            | протоиерей Александр Иванович Швец (1935—2008)     |
| 2008 — 10 мая 2012                           | протоиерей Олег Алексеевич Емельяненко (род. 1964) |
| 10 мая 2012 — настоящее время                | протоиерей Павел Валерьевич Суслов (род. 1976)     |